# Trouhans
Trouhans est une commune française située dans le canton de Brazey-en-Plaine du département de la Côte-d'Or, en région Bourgogne-Franche-Comté.

## Géographie

### Description
Trouhans est un gros village de côte-d'Or située à la fin de la vallée de l'Ouche, peu avant son confluent dans la Saône, et desservi par l'ancienne route nationale 476 (actuelle RD 976) reliant le secteur d'Auxonne à celui de Losne/Saint-Jean-de-Losne.
Il est situé à 27 km à vol d'oiseau au sud-est de Dijon, 10 km au sud-ouest d'Auxonne, 59 km à l'ouest de Besançon, 18 km au nord-ouest de Dole et à 25 km à l'est de Nuits-Saint-Georges.

### Hydrographie
La commune est traversée du nord au sud par l'Ouche, un affluent de la Saône et donc un sous-affluent du fleuve le Rhône.
Le Renot décharge une partie des eaux de l'Ouche, également vers la Saône.
Le ruisseau des sept-ponts et d'autres ruisseaux contribuent également à drainer le territoire communal.

### Climat
Pour des articles plus généraux, voir Climat de la Bourgogne-Franche-Comté et Climat de la Côte-d'Or.
En 2010, le climat de la commune est de type climat océanique dégradé des plaines du Centre et du Nord, selon une étude du Centre national de la recherche scientifique s'appuyant sur une série de données couvrant la période 1971-2000. En 2020, Météo-France publie une typologie des climats de la France métropolitaine dans laquelle la commune est exposée à un climat semi-continental et est dans la région climatique Bourgogne, vallée de la Saône, caractérisée par un bon ensoleillement (1 900 h/an), un été chaud (18,5 °C), un air sec au printemps et en été et des vents faibles.
Pour la période 1971-2000, la température annuelle moyenne est de 10,8 °C, avec une amplitude thermique annuelle de 17,7 °C. Le cumul annuel moyen de précipitations est de 850 mm, avec 11,5 jours de précipitations en janvier et 7,8 jours en juillet. Pour la période 1991-2020, la température moyenne annuelle observée sur la station météorologique de Météo-France la plus proche, « Tavaux Sa », sur la commune de Tavaux à 16 km à vol d'oiseau, est de 11,7 °C et le cumul annuel moyen de précipitations est de 868,7 mm,. Pour l'avenir, les paramètres climatiques de la commune estimés pour 2050 selon différents scénarios d'émission de gaz à effet de serre sont consultables sur un site dédié publié par Météo-France en novembre 2022.

## Urbanisme

### Typologie
Au 1er janvier 2024, Trouhans est catégorisée commune rurale à habitat dispersé, selon la nouvelle grille communale de densité à 7 niveaux définie par l'Insee en 2022.
Elle est située hors unité urbaine. Par ailleurs la commune fait partie de l'aire d'attraction de Dijon, dont elle est une commune de la couronne,. Cette aire, qui regroupe 333 communes, est catégorisée dans les aires de 200 000 à moins de 700 000 habitants,.

### Occupation des sols
L'occupation des sols de la commune, telle qu'elle ressort de la base de données européenne d’occupation biophysique des sols Corine Land Cover (CLC), est marquée par l'importance des territoires agricoles (80,2 % en 2018), une proportion sensiblement équivalente à celle de 1990 (81 %). La répartition détaillée en 2018 est la suivante : terres arables (76,5 %), forêts (15,2 %), zones urbanisées (4,6 %), zones agricoles hétérogènes (3,1 %), prairies (0,6 %). L'évolution de l’occupation des sols de la commune et de ses infrastructures peut être observée sur les différentes représentations cartographiques du territoire : la carte de Cassini (XVIIIe siècle), la carte d'état-major (1820-1866) et les cartes ou photos aériennes de l'IGN pour la période actuelle (1950 à aujourd'hui).

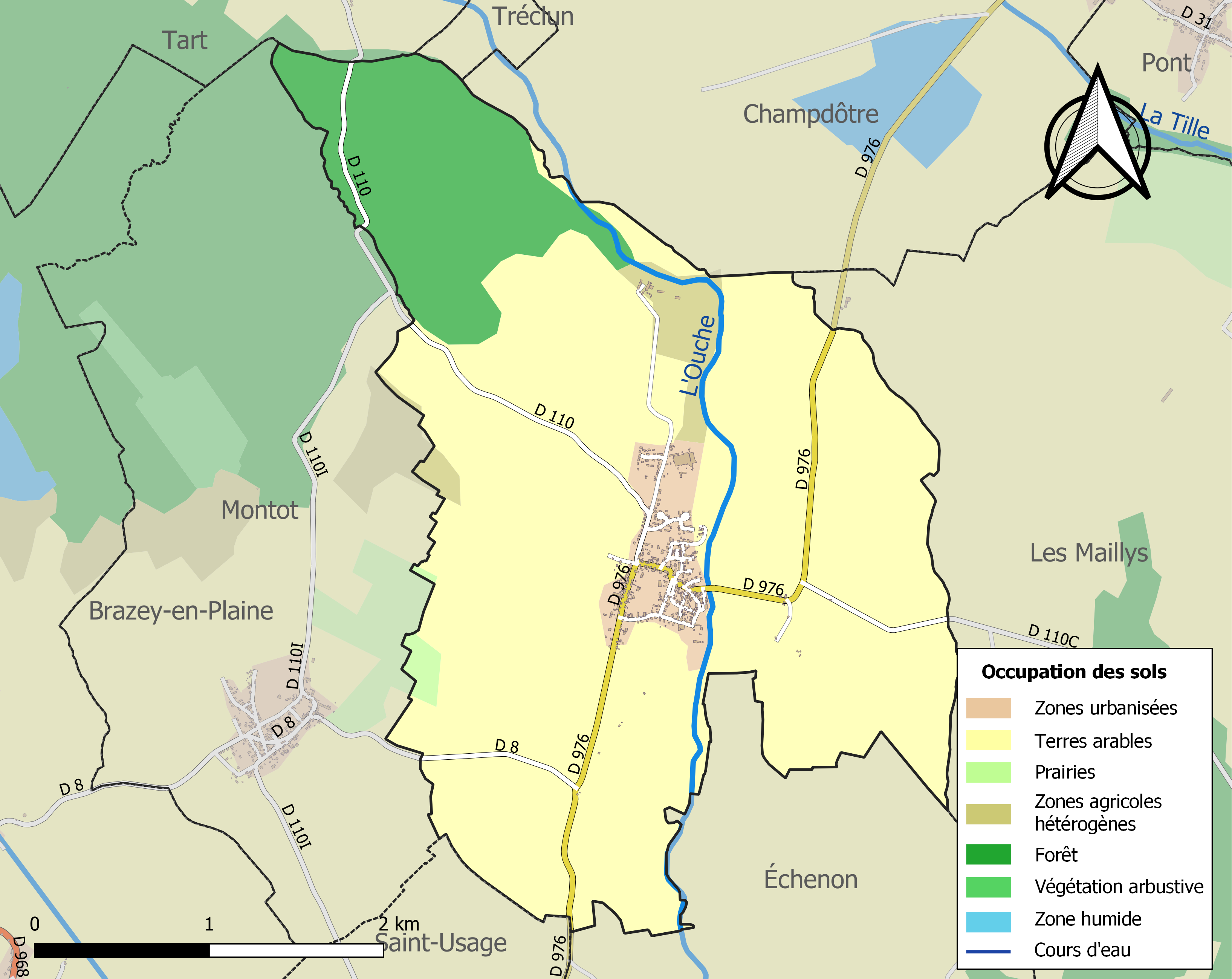
Carte des infrastructures et de l'occupation des sols de la commune en 2018 (CLC).

### Habitat et logement
En 2018, le nombre total de logements dans la commune était de 274, alors qu'il était de 269 en 2013 et de 253 en 2008.
Parmi ces logements, 88,3 % étaient des résidences principales, 2,9 % des résidences secondaires et 8,8 % des logements vacants. Ces logements étaient pour 97,4 % d'entre eux des maisons individuelles et pour 2,2 % des appartements.
Le tableau ci-dessous présente la typologie des logements à Trouhans en 2018 en comparaison avec celle de la Côte-d'Or et de la France entière. Une caractéristique marquante du parc de loet mais supérieure à celle de la France entière (9,7 %). Concernant le statut d'occupation de ces logements, 88,8 % des habitants de la commune sont propriétaires de leur logement (88,4 % en 2013), contre 59,9 % pour la Côte-d'Or et 57,5 % pour la France entière.
| Typologie                                               | Trouhans | Côte-d'Or | France entière |
| ------------------------------------------------------- | -------- | --------- | -------------- |
| Résidences principales (en %)                           | 88,3     | 86        | 82,1           |
| Résidences secondaires et logements occasionnels (en %) | 2,9      | 5,6       | 9,7            |
| Logements vacants (en %)                                | 8,8      | 8,4       | 8,2            |

## Politique et administration

### Rattachements administratifs et électoraux

#### Rattachements administratifs
La commune se trouve  dans l'arrondissement de Beaune du département de la Côte-d'Or.
Elle faisait partie depuis 1793 du canton de Saint-Jean-de-Losne. Dans le cadre du redécoupage cantonal de 2014 en France, cette circonscription administrative territoriale a disparu, et le canton n'est plus qu'une circonscription électorale.

#### Rattachements électoraux
Pour les élections départementales, la commune fait partie depuis 2014 du canton de Brazey-en-Plaine.
Pour l'élection des députés, elle fait partie de la cinquième circonscription de la Côte-d'Or.

### Intercommunalité
Trouhans est membre de la communauté de communes Rives de Saône, un établissement public de coopération intercommunale (EPCI) à fiscalité propre créé en 2005 et auquel la commune a transféré un certain nombre de ses compétences, dans les conditions déterminées par le code général des collectivités territoriales.

### Liste des maires
| Période                                  | Période                        | Identité             | Étiquette              | Qualité |
| ---------------------------------------- | ------------------------------ | -------------------- | ---------------------- | --- |
| Les données manquantes sont à compléter. |                                |                      |                        | |
| mai 1925                                 | mai 1935                       | Marcel Laleure       |                        | Cultivateur |
| 1939                                     | Avril 1941                     | Auguste Vauchey      |                        | Cultivateur |
| Avril 1941                               | mai 1945                       | Edmond Bompy         |                        | Cultivateur |
| mai 1945                                 | février 1952                   | Émile Clairet        | Socialiste indépendant | Cultivateur |
| février 1952                             | mars 1965                      | Marcel Laleure       |                        | Cultivateur Marcel Laleure fils |
| Mars 1965                                | mars 1971                      | André Lapostolle     |                        | Menuisier |
| mars 1971                                | mars 1974                      | André Lombard        |                        | Cultivateur |
| mars 1974                                | mars 1976                      | Henri Navillon       |                        | |
| Juillet 1976                             | mars 1977                      | Jean-Pierre Laroche  |                        | |
| Mars 1977                                | Mars 1989                      | Roger Vauchey        | RPR                    | Cultivateur et Ouvrier |
| mars 1989                                | juin 1995                      | Bernard Nenin        |                        | |
| juin 1995                                | mars 2008                      | André Magnin         |                        | Chef d'entreprise |
| mars 2008                                | juillet 2022                   | Annie Gaussens       | LREM                   | Retraitée Fonction publique Vice-présidente de la CC Rives de Saône ( ? → 2022) Suppléante du député Didier Paris (5e circ de Côte-d'Or) (2017 → 2022) Morte en fonction |
| septembre 2022                           | En cours (au 16 décembre 2022) | Jean-François Schwab |                        | Cadre administratif ou commercial |

## Démographie
L'évolution du nombre d'habitants est connue à travers les recensements de la population effectués dans la commune depuis 1793. Pour les communes de moins de 10 000 habitants, une enquête de recensement portant sur toute la population est réalisée tous les cinq ans, les populations de référence des années intermédiaires étant quant à elles estimées par interpolation ou extrapolation. Pour la commune, le premier recensement exhaustif entrant dans le cadre du nouveau dispositif a été réalisé en 2008.

En 2022, la commune comptait 610 habitants, en évolution de −0,16 % par rapport à 2016 (Côte-d'Or : +0,82 %, France hors Mayotte : +2,11 %).
| 1793 | 1800 | 1806 | 1821 | 1836 | 1841 | 1846 | 1851 | 1856 |
| ---- | ---- | ---- | ---- | ---- | ---- | ---- | ---- | ---- |
| 551  | 557  | 569  | 615  | 698  | 750  | 860  | 816  | 769  |

| 1861 | 1866 | 1872 | 1876 | 1881 | 1886 | 1891 | 1896 | 1901 |
| ---- | ---- | ---- | ---- | ---- | ---- | ---- | ---- | ---- |
| 776  | 744  | 711  | 713  | 636  | 634  | 591  | 743  | 808  |

| 1906 | 1911 | 1921 | 1926 | 1931 | 1936 | 1946 | 1954 | 1962 |
| ---- | ---- | ---- | ---- | ---- | ---- | ---- | ---- | ---- |
| 729  | 728  | 614  | 619  | 558  | 556  | 542  | 590  | 544  |

| 1968 | 1975 | 1982 | 1990 | 1999 | 2006 | 2008 | 2013 | 2018 |
| ---- | ---- | ---- | ---- | ---- | ---- | ---- | ---- | ---- |
| 540  | 508  | 604  | 674  | 628  | 633  | 635  | 628  | 601  |

| 2022 | - | - | - | - | - | - | - | - |
| ---- | - | - | - | - | - | - | - | - |
| 610  | - | - | - | - | - | - | - | - |

## Culture locale et patrimoine

### Lieux et monuments
- Château du XXe siècle.
- Église paroissiale Saint-Martin.
- Monument aux morts.

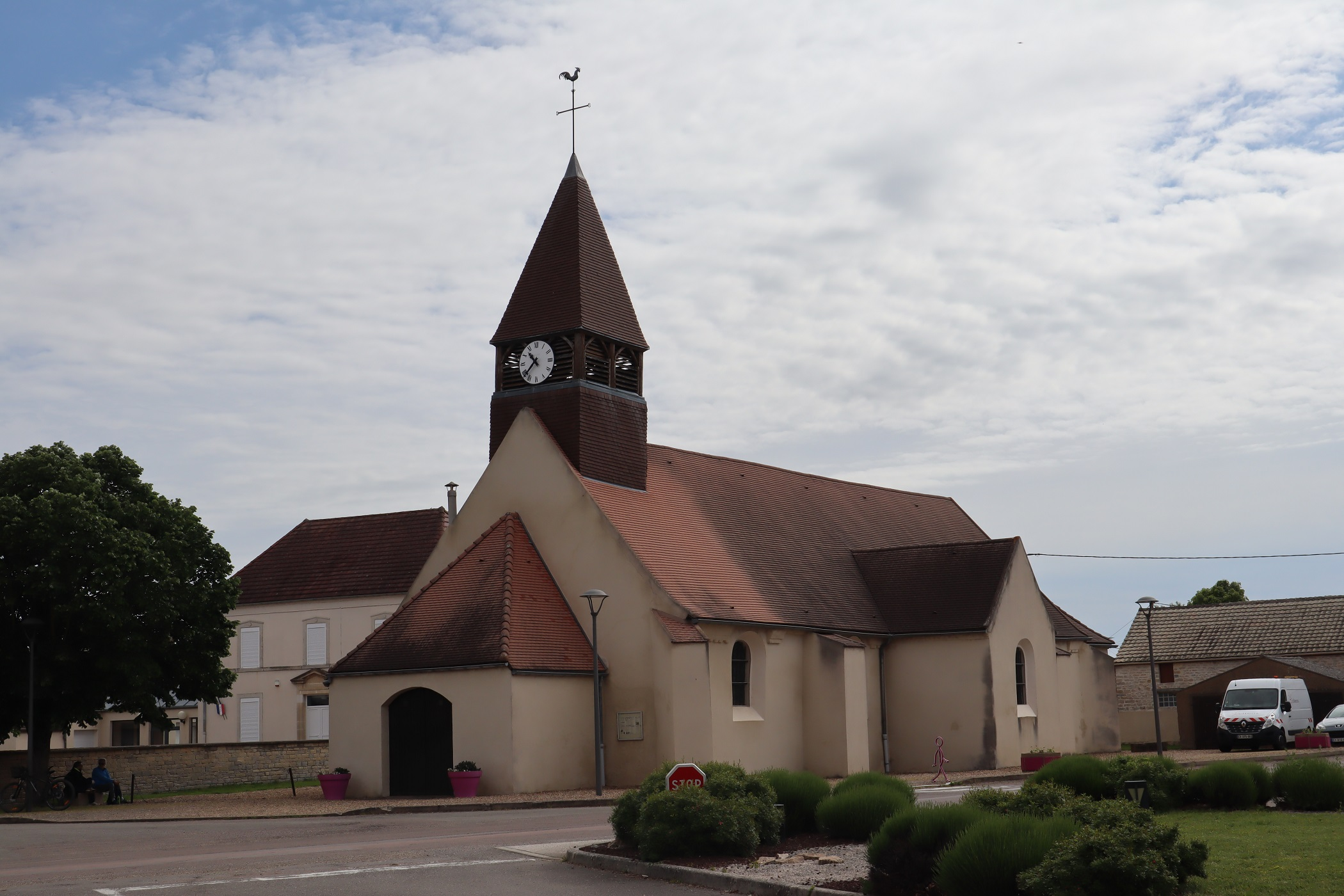
Église Saint-Martin de Trouhans.
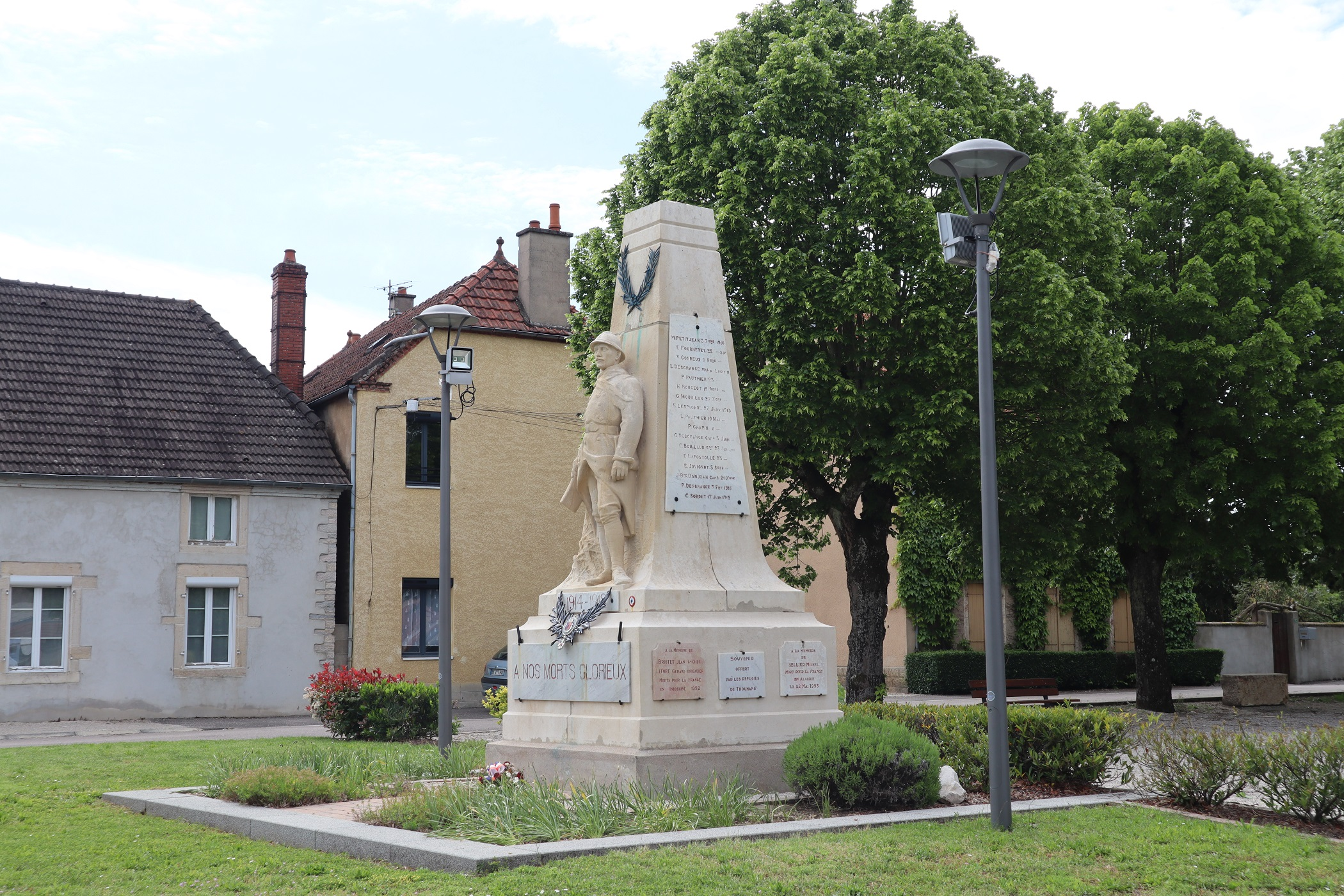
Monument aux morts de Trouhans.

### Héraldique
| Blason de Trouhans | Blason  | Coupé : au 1er d'argent à trois mouchetures d'hermine de sable, au 2e fascé de sable et d'or.                 |
| Blason de Trouhans | Détails | Armes de la famille de Crux, qui fut seigneur de la commune. Le statut officiel du blason reste à déterminer. |

## Pour approfondir